# 阿爾馬 (內布拉斯加州)
阿爾馬（英語：Alma）是一個位於美國內布拉斯加州哈倫縣的城市。根據2010年美國人口普查，該地共人口1133人，而該地的面積約為2.98平方千米。同時該地也是哈倫縣的縣治。

## 地理
阿爾馬的座標為40°06′03″N 99°21′45″W / 40.10083°N 99.36250°W，而該地的平均海拔高度為602米（即1975英尺）。